# Nélson Oliveira
Nélson Miguel Castro Oliveira (wym. [ˈnɛlsõ oliˈvɛjɾɐ]; ur. 8 sierpnia 1991 w Barcelos) – portugalski piłkarz grający na pozycji napastnika, były reprezentant Portugalii.

## Kariera klubowa
Jest wychowankiem klubu z Santa Maria. W latach 2003–2006 był zawodnikiem juniorskiej drużyny zespołu SC Braga. W 2006 roku dołączył do kadry U-19 Benfiki Lizbona. W rundzie wiosennej sezonu 2009/2010 przebywał na wypożyczeniu w Rio Ave FC. W Primeira Liga zadebiutował 7 lutego 2010 w meczu z Leixões S.C. (2:0). Na czas trwania sezonu 2010/2011 został wypożyczony do FC Paços de Ferreira, a w 2012 roku do Deportivo La Coruña. 26 lipca 2013 roku, przeszedł na zasadzie wypożyczenia do Stade Rennais. Portugalczyk wystąpił w 30 meczach, zaliczając 8 bramek.

## Kariera reprezentacyjna
W 2011 roku wystąpił na mundialu U-20, który został rozegrany w Kolumbii. Portugalczycy osiągnęli na nim drugie miejsce, a sam Oliveira zdobył Srebrną Piłkę.

## Statystyki kariery
| Sezon   | Klub                        | Kraj       | Rozgrywki      | Mecze | Bramki | Rozgrywki Europy   | Mecze | Bramki |
| ------- | --------------------------- | ---------- | -------------- | ----- | ------ | ------------------ | ----- | ------ |
| 2009/10 | SL Benfica                  | Portugalia | Liga Sagres    | 0     | 0      | -                  | -     | -      |
| 2009/10 | Rio Ave FC (wyp.)           | Portugalia | Liga Sagres    | 10    | 0      | -                  | -     | -      |
| 2010/11 | FC Paços de Ferreira (wyp.) | Portugalia | Liga Sagres    | 23    | 4      | -                  | -     | -      |
| 2011/12 | SL Benfica                  | Portugalia | Liga Sagres    | 12    | 0      | Liga Mistrzów UEFA | 2     | 1      |
| 2012/13 | Deportivo La Coruña         | Hiszpania  | Liga BBVA      | 30    | 4      | -                  | -     | -      |
| 2013/14 | Stade Rennais (wyp.)        | Francja    | Ligue 1        | 30    | 8      | -                  | -     | -      |
| 2014/15 | SL Benfica                  | Portugalia | Liga Sagres    | 0     | 0      | Liga Mistrzów UEFA | 0     | 0      |
| 2014/15 | Swansea City                | Anglia     | Premier League | 10    | 1      | -                  | -     | -      |
| 2015/16 | Nottingham Forest           | Anglia     | Championship   | 28    | 9      | -                  | -     | -      |
| 2016/17 | Norwich City                | Anglia     | Championship   | 28    | 12     | -                  | -     | -      |
| 2017/18 | Norwich City                | Anglia     | Championship   | 37    | 8      | -                  | -     | -      |
| 2018/19 | Reading F.C.                | Anglia     | Championship   | 10    | 3      | -                  | -     | -      |

Stan na: 3 lipca 2019 r.